# Varosha
Varosha (grekiska: Βαρώσια, turkiska: Maraş eller Kapalı Maraş) är en så kallad spökstad strax söder om staden Famagusta på Cyperns östkust. Området ligger i Nordcypern, intill FN:s buffertzon på gränsen till Republiken Cypern. Före den turkiska invasionen av Cypern år 1974 var Varosha ett modernt turistområde, men dess invånare fördrevs av den turkiska armén under invasionen och det 6,2 km² stora området har varit övergivet sedan dess.

## Historik

### Fram till 1974
På 1970-talet var Famagusta det främsta turistmålet på Cypern. För att tillfredsställa det växande antalet turister byggdes nya hotell och stora byggnader. Under sin storhetstid var Varosha-distriktet inte bara Cyperns första turistmål utan mellan 1970 och 1974 också ett av de mest populära turistmålen i världen. Det var också  en föredragen destination för rika och berömda personligheter som Elizabeth Taylor, Richard Burton, Raquel Welch och Brigitte Bardot.
Huvuddragen i Varosha-distriktet inkluderade John F Kennedy Avenue, som har sitt ursprung nära hamnen i Famagusta och löpte genom distriktet parallellt med Glossa Beach. Längs JFK Avenue fanns det många välkända lyxhotell, inklusive King George Hotel, Asterias Hotel, Grecian Hotel, Florida Hotel och Argo Hotel som var Elizabeth Taylors favorit. Argo Hotel ligger nära slutet av JFK Avenue som vetter mot Protaras och Fig Tree Bay. En annan huvudgata i Varosha var Leonidas (grekiska: Λεωνίδας), en stor genomfartsväg som gick västerut från JFK Avenue mot Vienna Corner. Leonidas var Varoshas främsta shopping och nöjesgata, med flera barer, restauranger och nattklubbar.

### Från 1974 till idag
Före 1974 var Varosha en turistdestination med hotell, bostadshus och butiker längs stranden. När turkiska militären under sensommaren 1974 invaderade norra Cypern flydde invånarna i panik och Varosha har sedan dess spärrats av helt. Stadsdelen är inhägnad med taggtråd, oljefat och presenningar och hela stadsdelen är förbjuden att vistas i. Hotellen faller samman på grund av bristen på underhåll och ogräset och kaktusar har tagit över asfalten. Anledningen till att området förfaller är punkt 5 i FN:s säkerhetsråds resolution nr 550, antagen den 11 maj 1984, som slår fast att endast invånare i dåvarande Varosha får bosätta sig i området.
Höghusen i stadsdelen är övergivna men står fortfarande kvar med svarta fasader. Det finns även ej färdigställda byggnader, och arbetskranar står övergivna mitt i stadskärnan.
Frånvaron av befolkning och därmed reparationer gör att byggnaderna faller sönder lite i taget. Naturen vinner mark, metall fräts sönder, fönster krossas och växter slår rot på väggar och trottoarer och växer vilt i gamla blomlådor.  
År 2014 rapporterade BBC att 
havssköldpaddor hade setts lägga ägg på de öde stränderna. 
Den turkiska armén har sedan 2017 endast tillåtit tillträde för turkisk militär och FN personal.
Annan-planen för återförening av  ön föreskrev att Varosha skulle återlämnas till de ursprungliga invånarna, men detta avvisades av grekcyprioterna i en folkomröstning år 2004. I FN:s säkerhetsråds resolution 550 sägs att den "bedömer otillåtna försök att kolonisera någon del av Varosha av personer som inte är dess invånare och kräver överföringen av detta område till FN:s administration”.
Europeiska domstolen för de mänskliga rättigheterna tilldelade mellan 100 000 och 8 000 000 euro till åtta grekcyprioter som hade berövats sina hem och egendom till följd av invasionen 1974. Domstolen slog fast att Turkiet i åtta fall hade brutit mot artikel 1 i protokoll 1 i den europeiska konventionen om mänskliga rättigheter om rätten till fredlig åtnjutande av sin egendom och, i sju fall mot artikel 8 om rätten till respekt för privatliv och familjeliv.
Under Cypernmissilkrisen (1997-1998) hotade den turkcypriotiska ledaren, Rauf Denktash, att ta över Varosha om den cypriotiska regeringen inte backade.

### Återöppning för civilbefolkningen
Befolkningen i Varosha var 226 vid folkräkningen på norra Cypern 2011.
År 2017 öppnades Varosha-stranden för exklusiv användning av turkar (både turkcyprioter och turkiska medborgare).
2019 meddelade norra Cyperns regering att den skulle öppna Varosha för kolonisering. Den 14 november 2019 meddelade Ersin Tatar, norra Cyperns premiärminister, att norra Cypern siktar på att öppna Varosha i slutet av 2020.
Den 9 december 2019 förklarade Ibrahim Benter, generaldirektör för administrationen av den turkcypriotiska religiösa stiftelsen EVKAF, att hela Maraş/Varosha ägdes av EVKAF. Benter sa att "EVKAF kan skriva hyreskontrakt med grekcyprioter om de accepterar att den inhägnade staden tillhör Evkaf."
Den 22 februari 2020 förklarade Cypern att man skulle lägga veto mot Europeiska unionens medel till turkcyprioter om Varosha öppnade upp för affärer.
Den 6 oktober 2020 meddelade Ersin Tatar att Varosha-strandområdet skulle öppnas för allmänheten den 8 oktober 2020 och Turkiets president, Recep Tayyip Erdoğan, sa att Turkiet stöder beslutet fullt ut. Uttalandet kom före presidentvalet i norra Cypern 2020, där Tatar var  kandidat. Vicepremiärminister Kudret Özersay, som arbetat med återöppningen tidigare, sa att det inte var en fullständig återöppning av området utan ett ensidigt valjippo av tatarerna. Hans folkparti drog sig ur det tatariska kabinettet, vilket ledde till den turkcypriotiska regeringens kollaps. EU:s chefdiplomat fördömde planen och beskrev den som en "allvarlig kränkning" av FN:s avtal om vapenvila. Dessutom bad han Turkiet att stoppa denna verksamhet. FN:s generalsekreterare uttryckte oro över Turkiets beslut.
I oktober 2020 beordrade Turkiets president Erdoğan och Ersin Tatar, premiärminister för den självutnämnda Turkiska republiken Norra Cypern (KKTC),  återöppningen av Varosha.
Nästan omedelbart därefter, den 9 oktober 2020, bekräftade FN:s säkerhetsråd Varoshas status som enligt tidigare resolutioner, inklusive resolution 550 (1984) och resolution 789 (1992). Likaså upprepade den att inga åtgärder bör utföras som inte överensstämmer med resolutionerna.
Den 8 oktober 2020 öppnades vissa delar av Varosha från den turkiska och turkcypriotiska arméofficerklubben till Golden Sands Hotel.
Den 27 november uppmanade Europaparlamentet Turkiet att återkalla sitt beslut att öppna en del av Varosha och återuppta förhandlingar för att lösa Cypernfrågan på grundval av en bikommunal och bizonal federation. De uppmanade också EU att införa sanktioner mot Turkiet, om saker och ting inte förändras. Turkiet förkastade resolutionen och tillade att de kommer att fortsätta att skydda både sina egna och turkcyprioternas rättigheter. Nordcyperns ledning fördömde också resolutionen.
Den 20 juli 2021 meddelade Tatar, norra Cyperns president, starten på den andra fasen av öppnandet av Varosha. Han uppmuntrade grekcyprioter att ansöka hos Nordcyperns fastighetskommission om att få tillbaka sina fastigheter om de har sådana rättigheter.
Bilal Aga-moskén, byggd 1821 och avvecklad 1974, återinvigdes den 23 juli 2021.
Som svar på Nordcyperns regeringsbeslut, sade FN:s säkerhetsråds president den 23 juli att bosättningen i någon del av den övergivna cypriotiska förorten Varosha, "av andra personer än dess invånare är "otillåtet". Samma dag avvisade Turkiet uttalandet om Maras (Varosha) och sade att det var baserat på grek-grekcypriotisk propaganda, var ett grundlöst påståenden och inte i linje med verkligheten på ön. Den 24 juli 2021 fördömde Nordcyperns ledning FN:s säkerhetsråds presidents uttalande från den 23 juli och sade att "vi ser och fördömer det som ett försök att skapa ett hinder för äganderättsinnehavare i Varosha att uppnå sina rättigheter".
Den 1 januari 2022 hade nästan 400 000 människor besökt Varosha sedan området öppnade för civila den 6 oktober 2020.
Den 19 maj 2022 öppnades en 600 m lång och 400 m bred strandsremsa vid Golden Sands-stranden (från King George-hotellet till Oceanien-byggnaden) i Varosha för kommersiellt bruk. Solstolar och parasoller ställdes upp.
UNFICYP uppgav att de skulle ta upp de turkcypriotiska myndigheternas beslut att öppna en sträcka av stranden i Varosha med säkerhetsrådet, men FN meddelade att dess "ståndpunkt om Varosha inte har förändrats och vi övervakar situationen noga."
I oktober 2022 meddelade turkcyprioterna att offentliga institutioner skulle öppnas i staden.

## Rättsfall
Enligt grekcyprioterna finns det 425 tomter på Varosha-stranden, som sträcker sig från Contandia-hotellet till Golden Sands-hotellet. Det totala antalet tomter i Varosha är 6 082.
Det finns 281 fall där grekcyprioter  har ansökt hos Immovable Property Commission (IPC) i Nordcypern om ersättning.
2020 lämnade grekcyprioten Demetrios Hadjihambis in en stämningsansökan för att begära statlig ersättning för ekonomiska förluster.

## Kulturella referenser
Varosha analyserades av Alan Weisman i sin bok Världen utan oss som ett exempel på naturens ostoppbara kraft.
Filmskaparen grekcypriot Michael Cacoyannis beskrev staden och intervjuade dess landsförvisade medborgare i filmen Attilas '74, producerad 1975.
År 2021 tillägnar den vitryska gruppen Main-De-Gloire musik till denna stad som har blivit en spöklik plats

## Bildgalleri

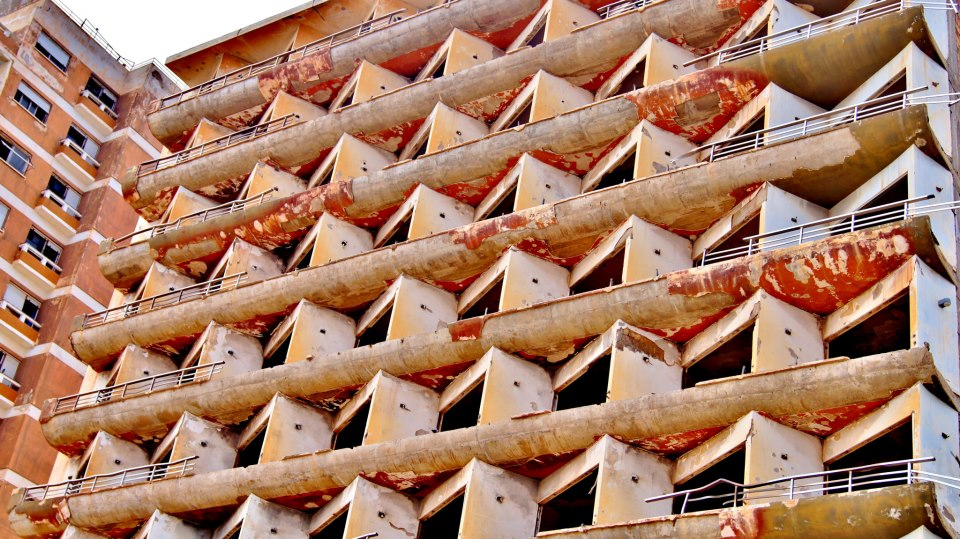
En av många hotellruiner
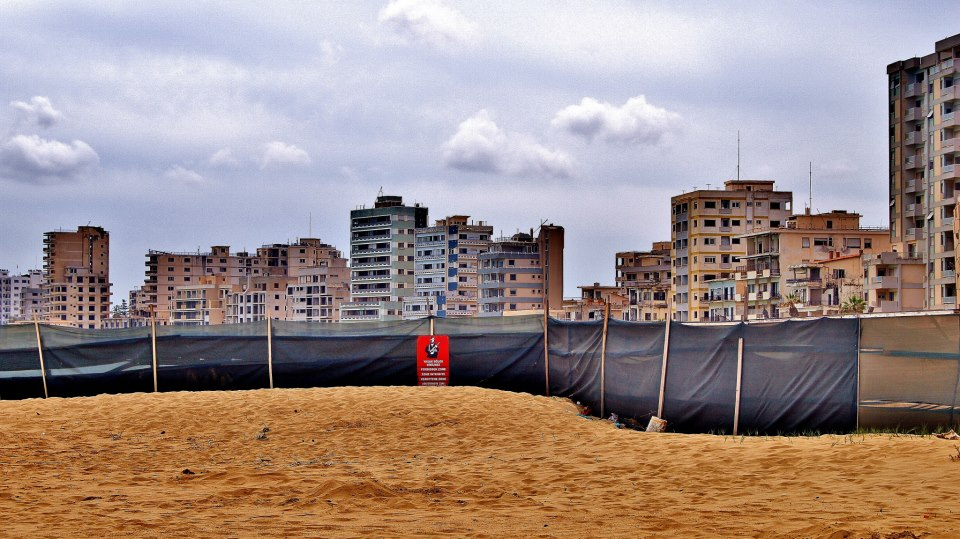
I förgrunden avspärrningen som skiljer Varosha från de områden av stranden vid Famagusta som är tillgängliga.
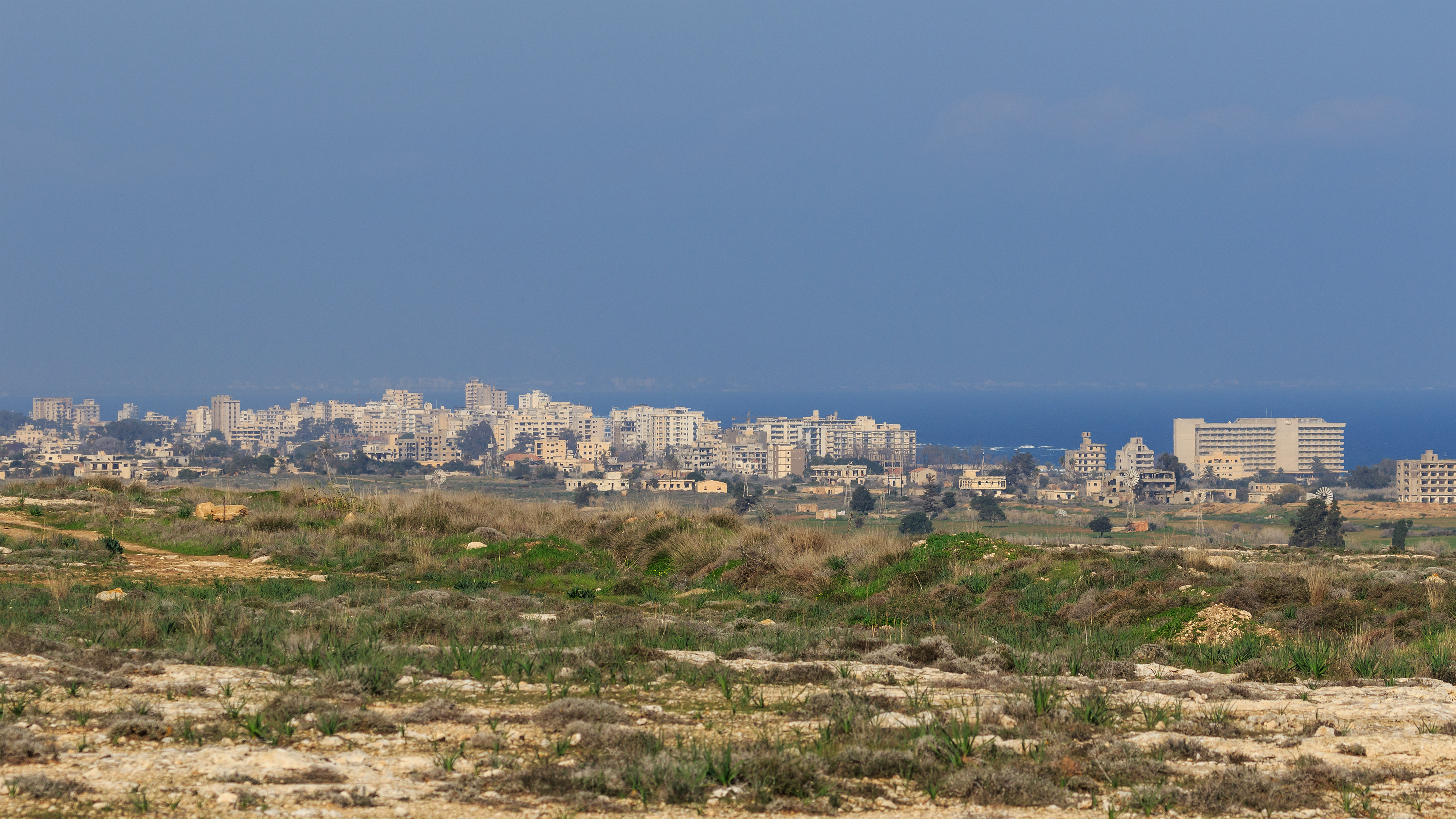
Varosha 2017
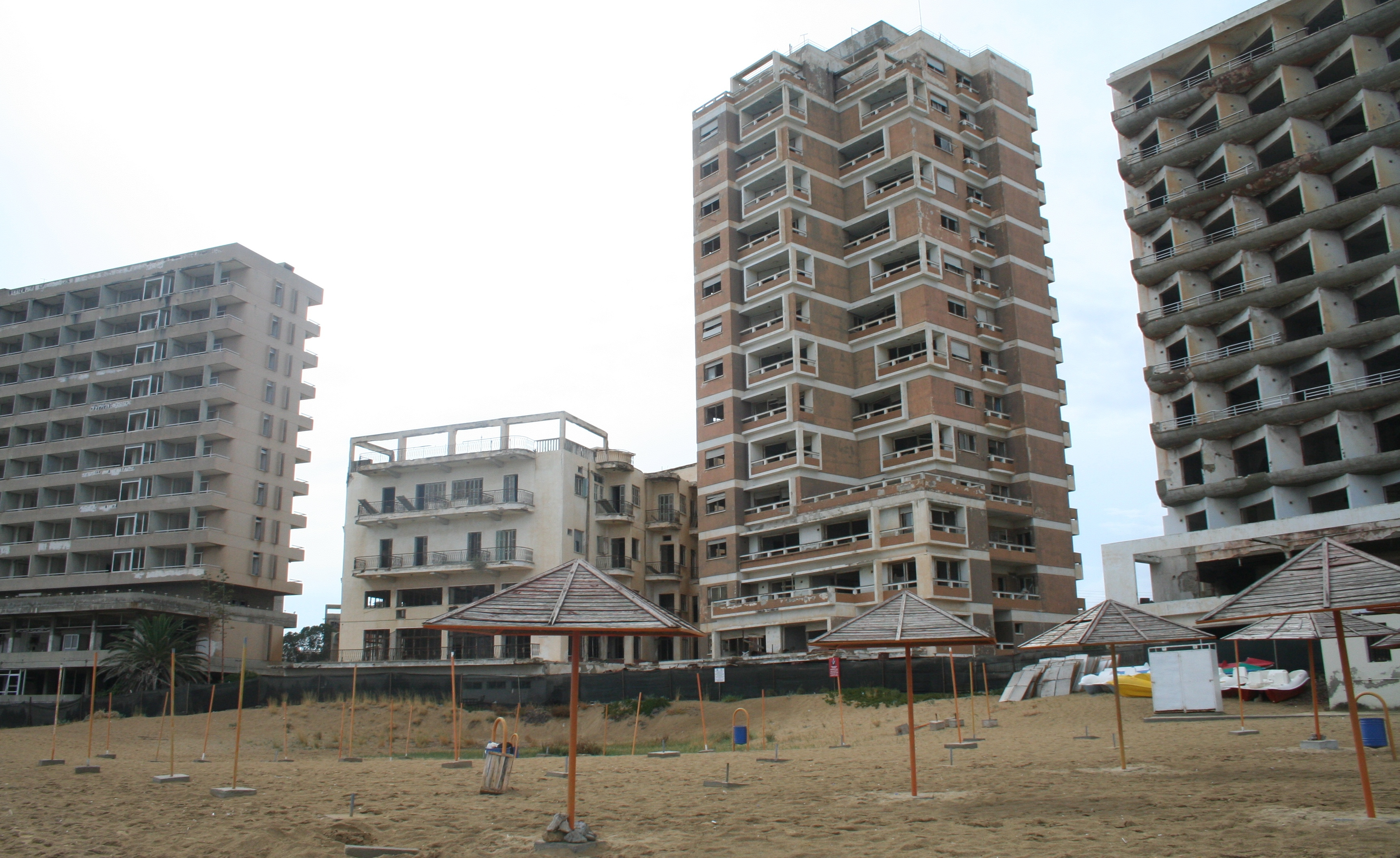
Övergivna byggnader i vy från stranden
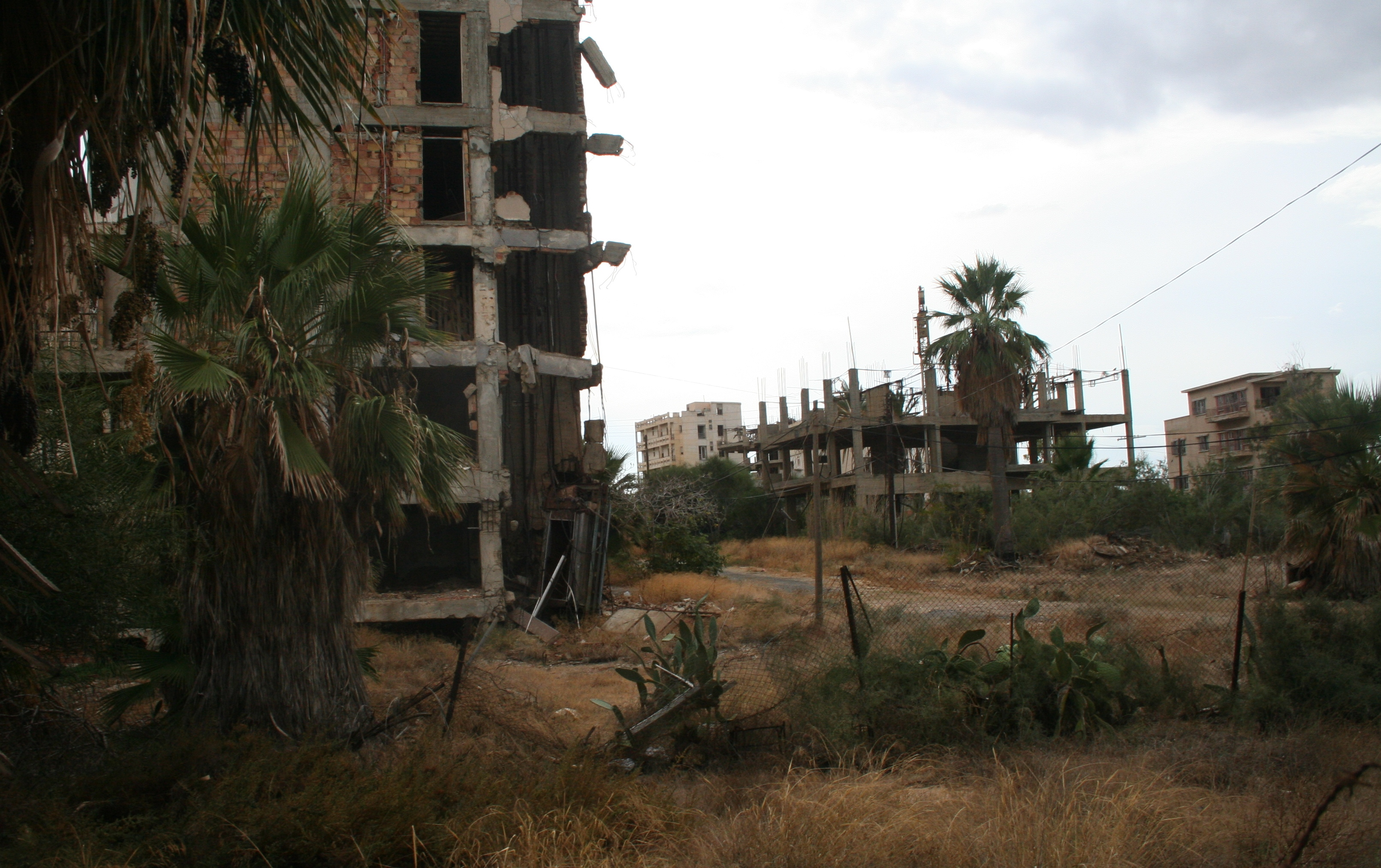
Varosha 2009
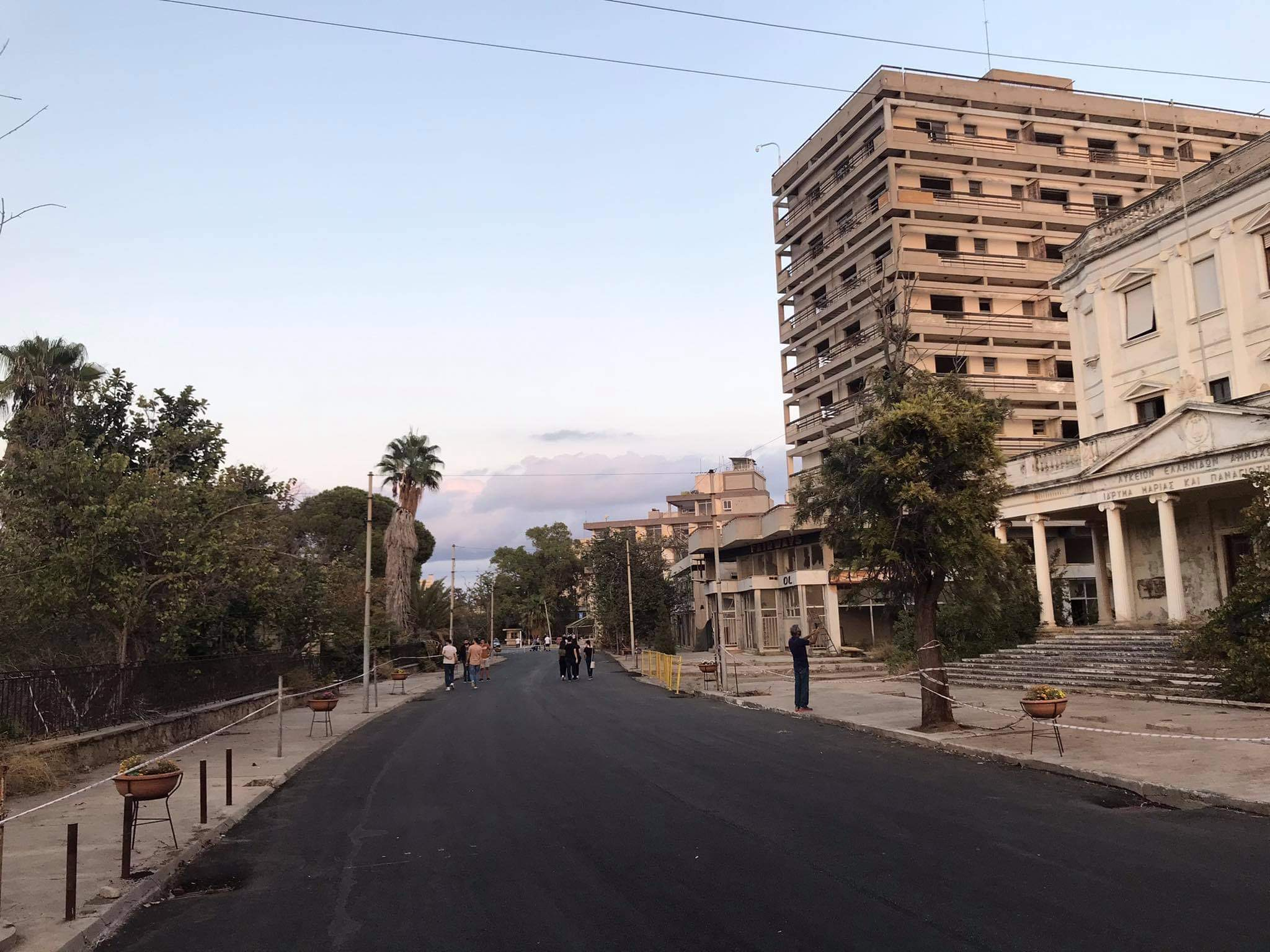
En nyligen asfalterad väg, Democracy Street, och övergivna byggnader efter återöppning 2020 (den vita byggnaden till höger är den gamla konstskolan)
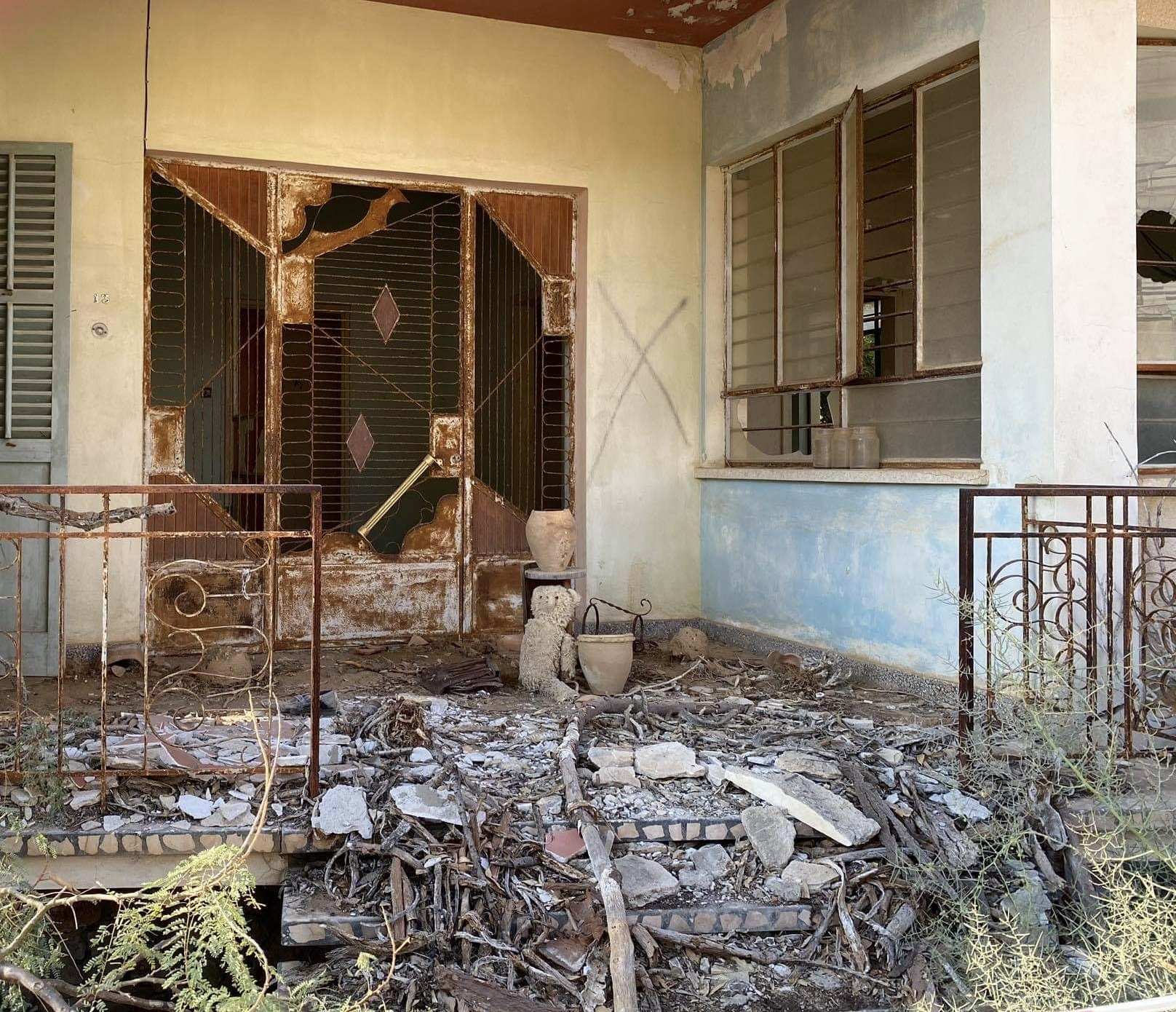
Ett övergivet hus i Varosha; framför hemmet står en sliten nallebjörn.
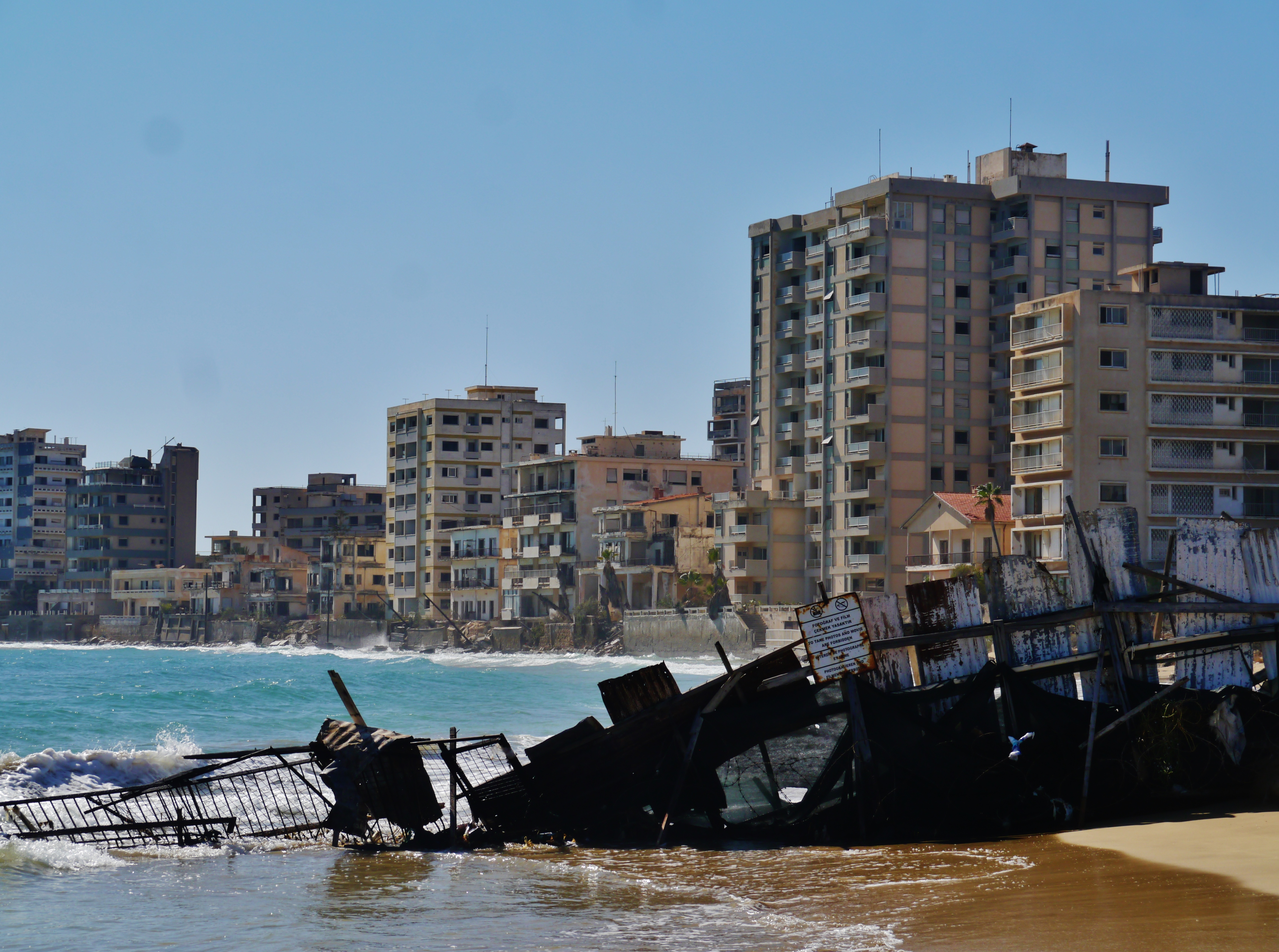
Varosha
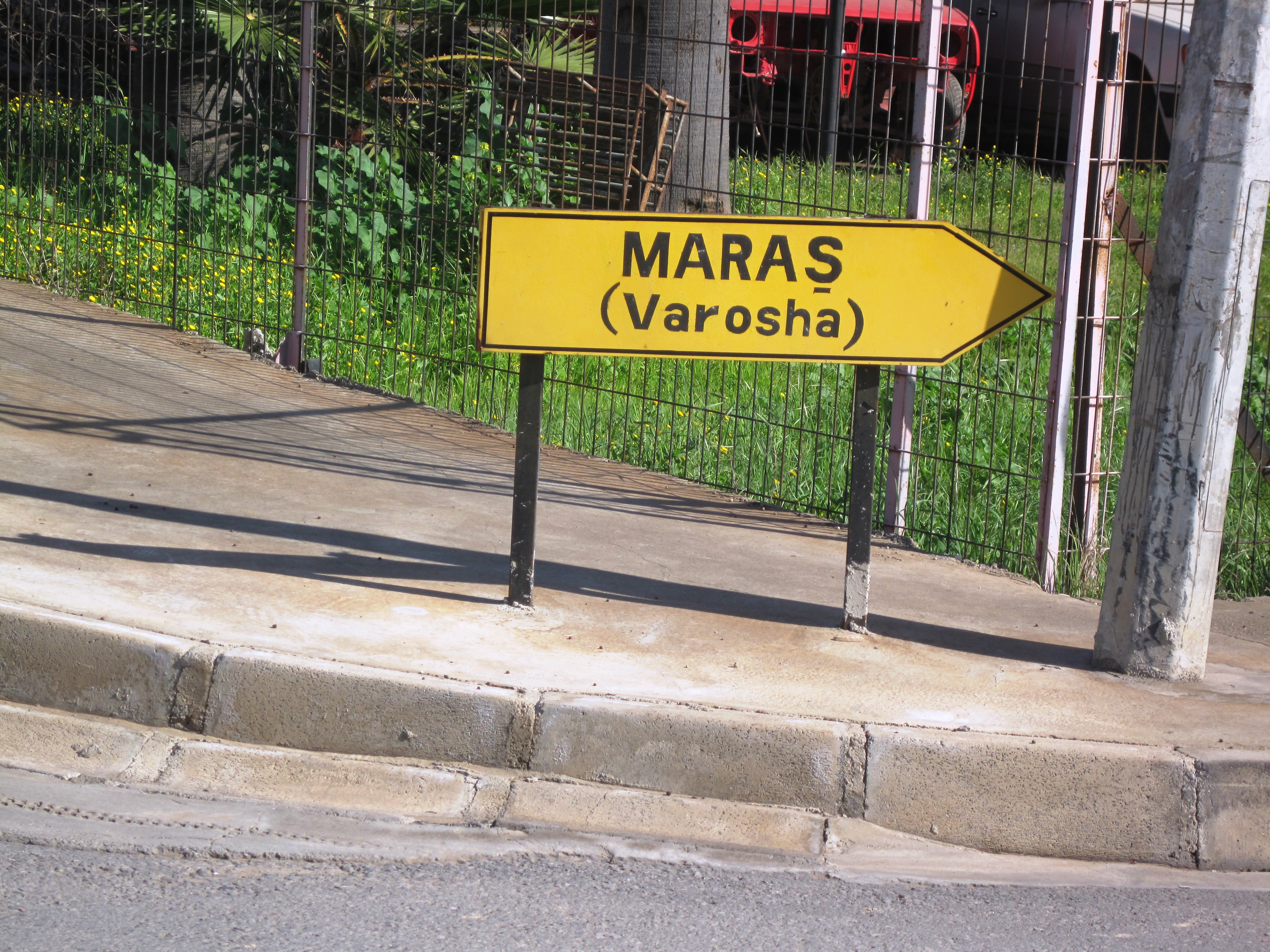
Skylt till Varosha
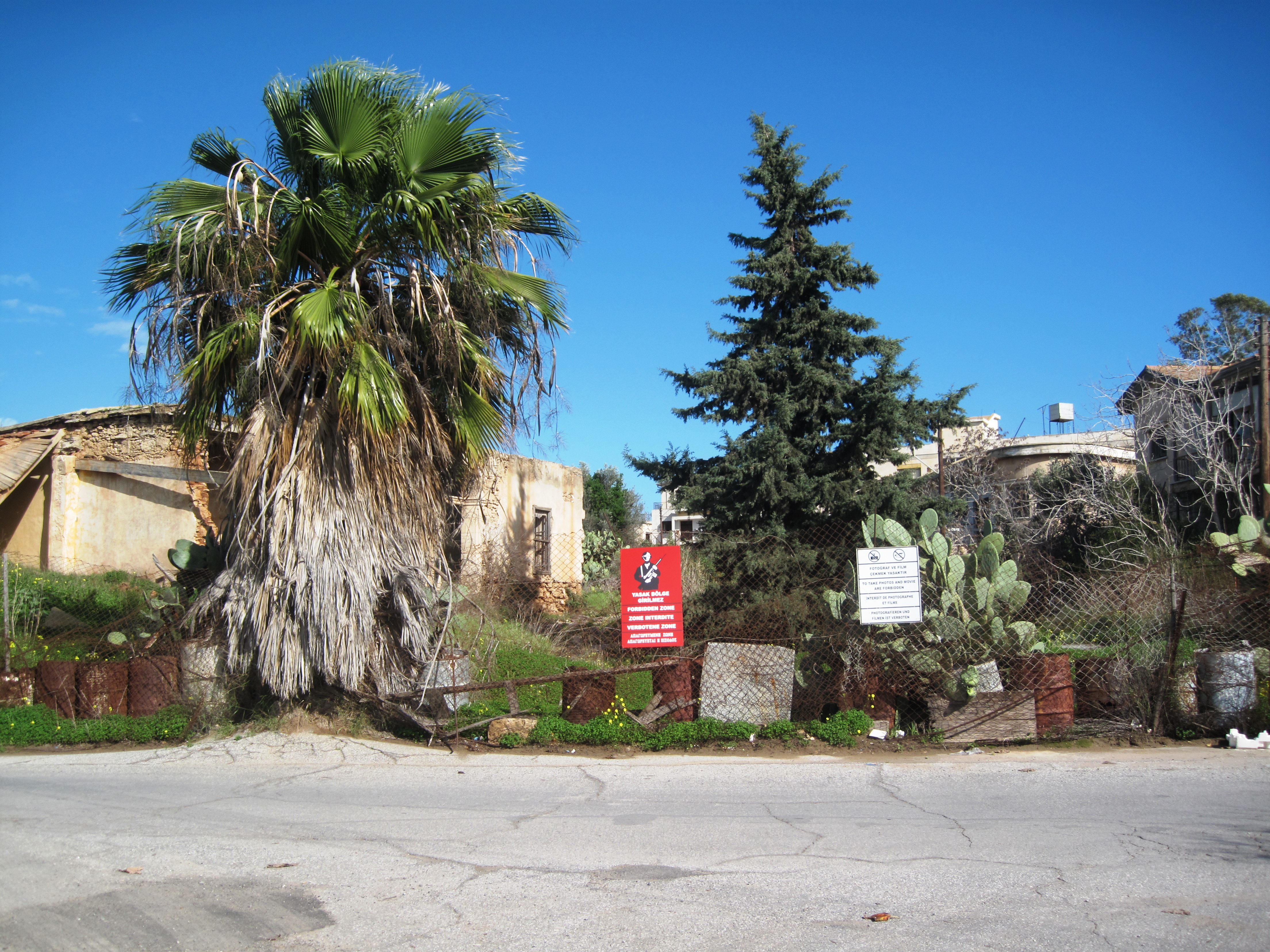
Varosha förbjudet militärområde
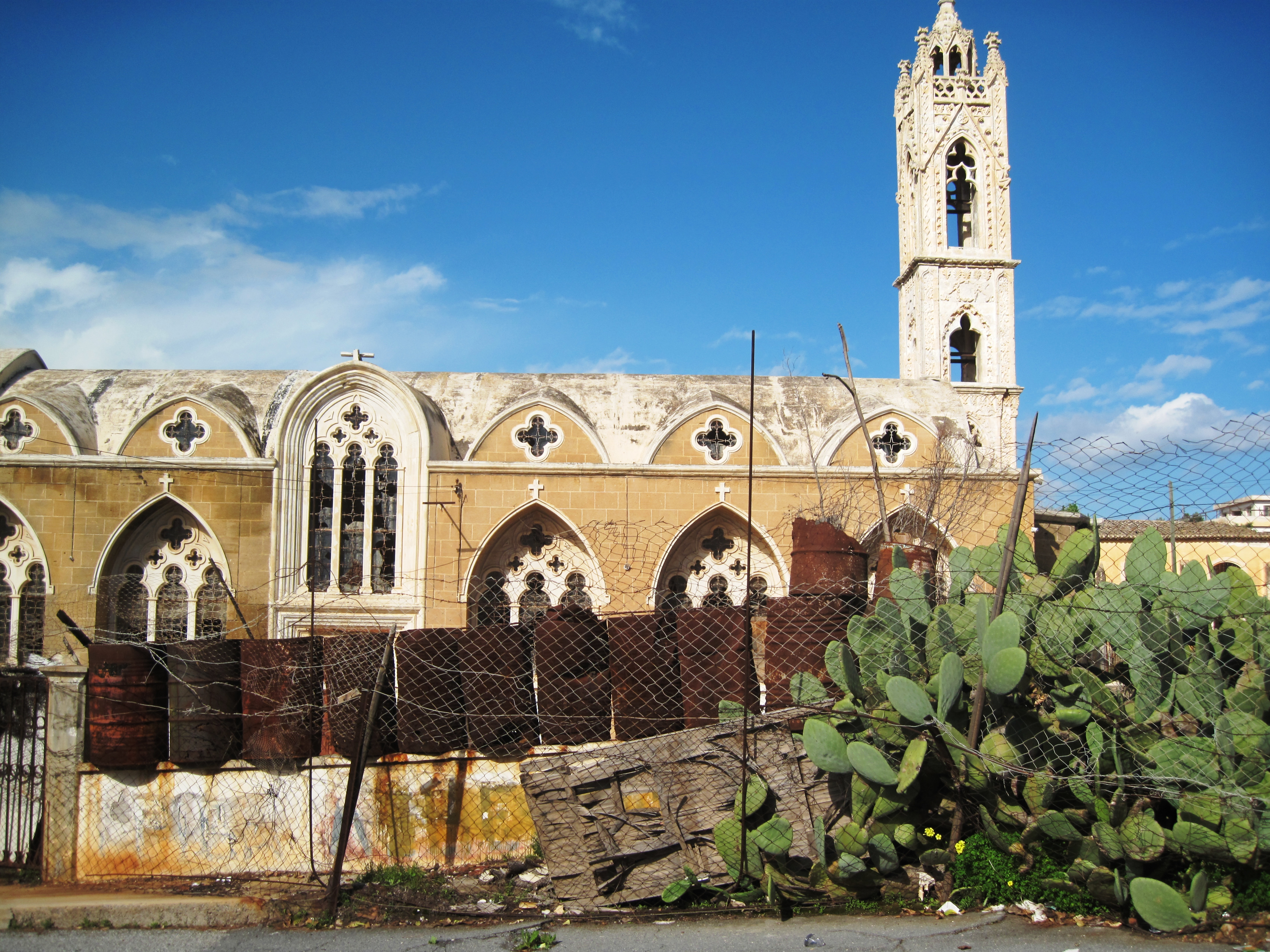
Gamla kyrkan i Varosha
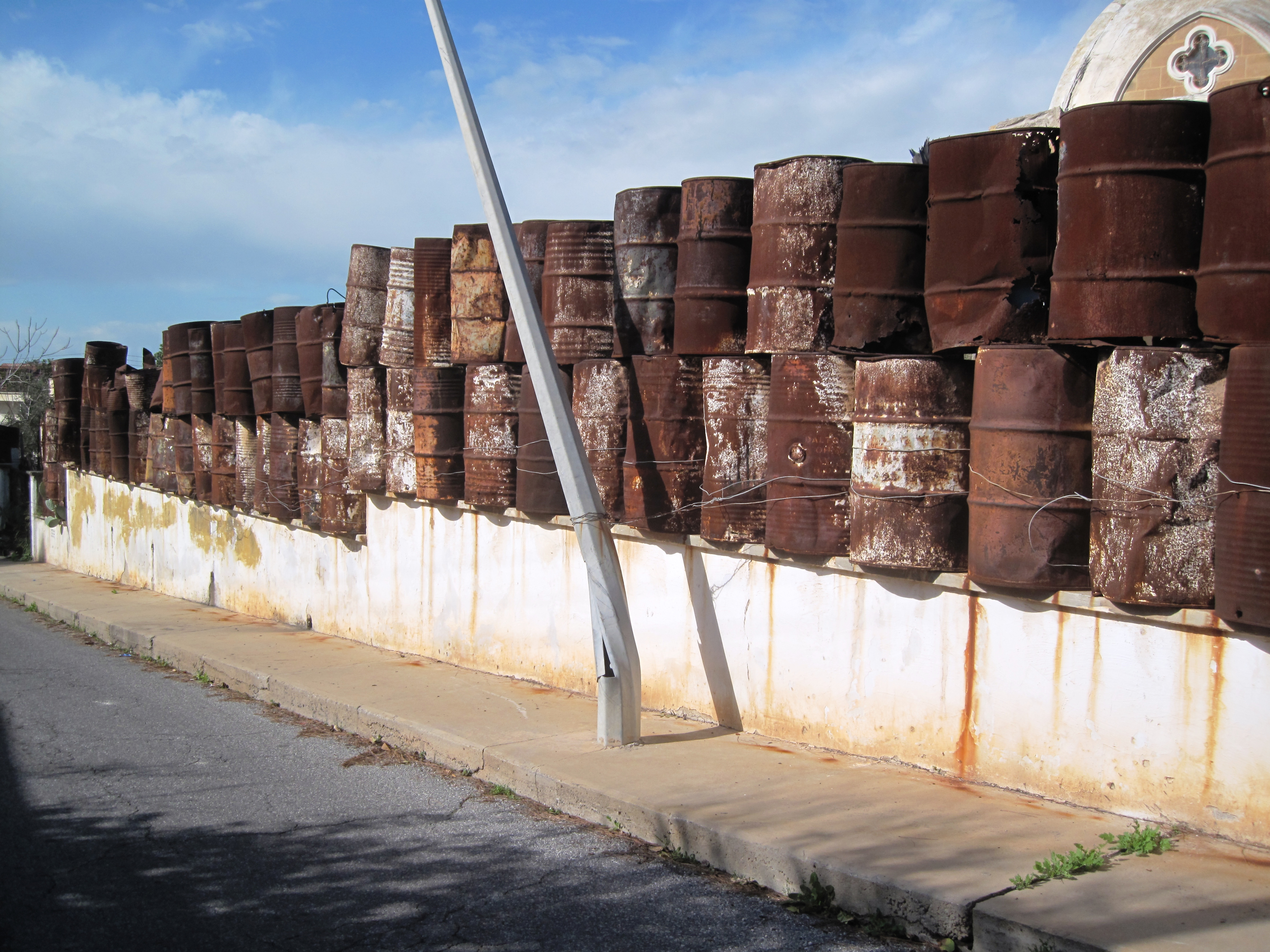
Avskiljning av distriktet
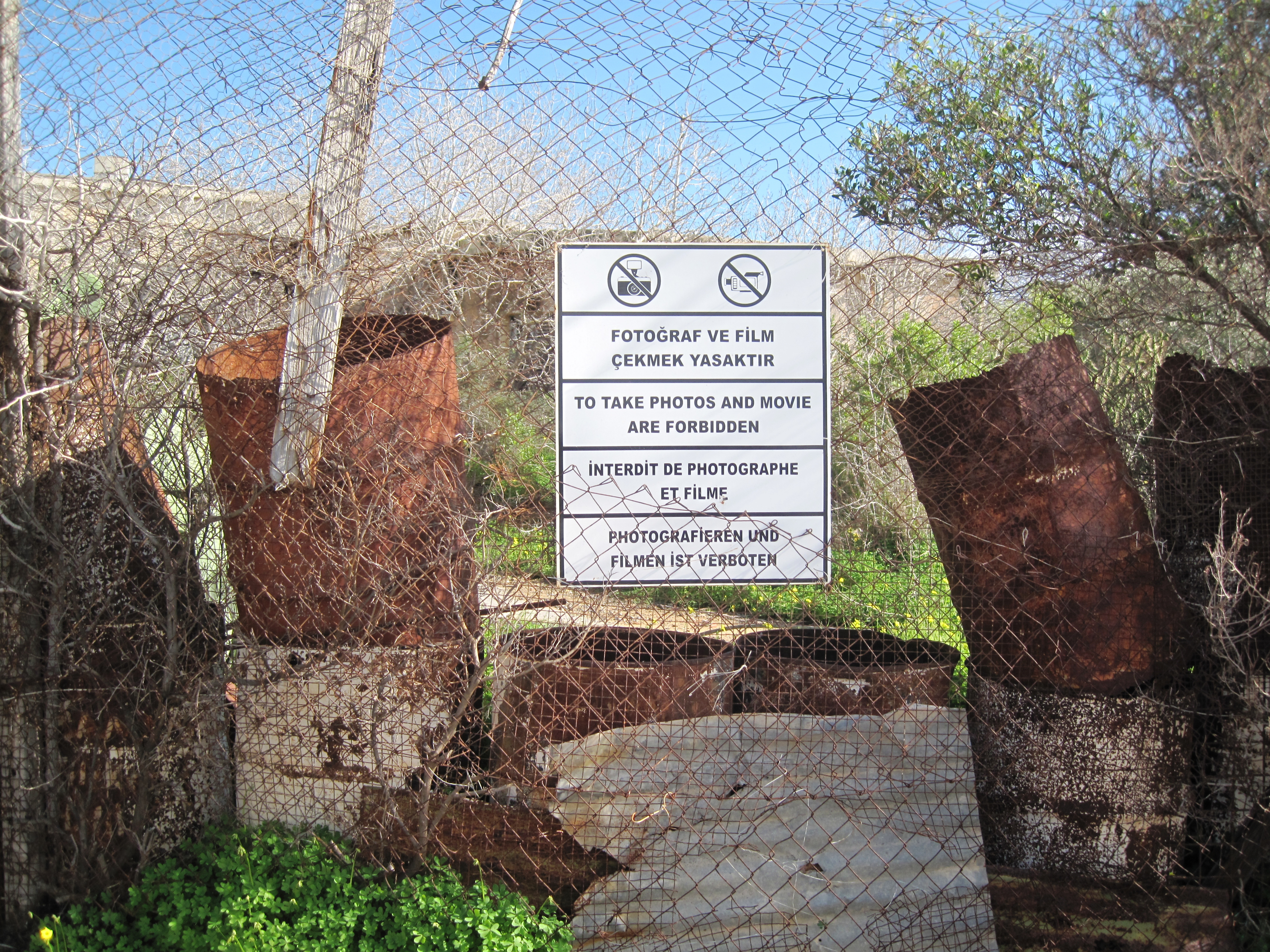
Fotografering förbjudet
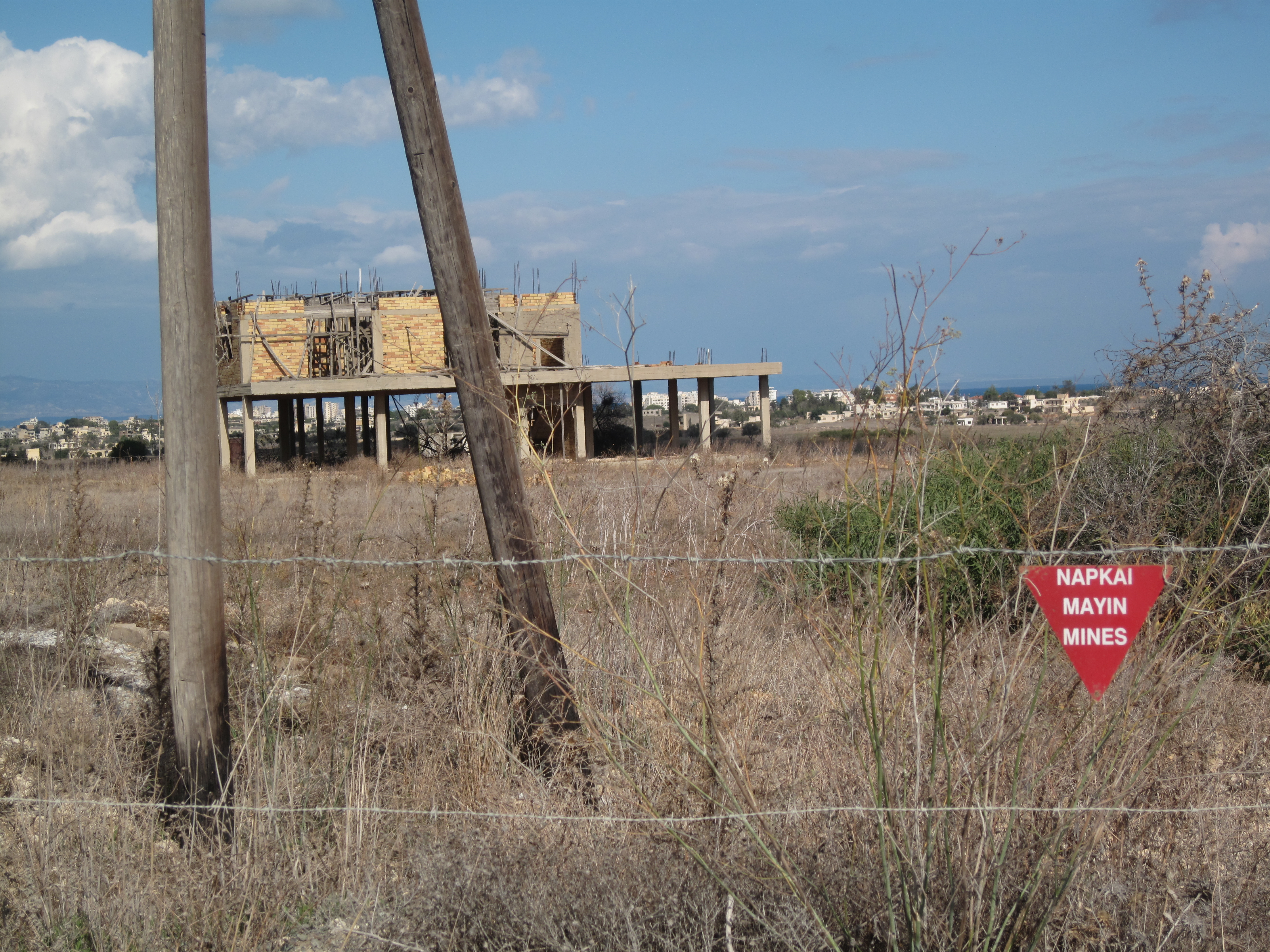
Kan inte komma in i Varosha på grund av landminor
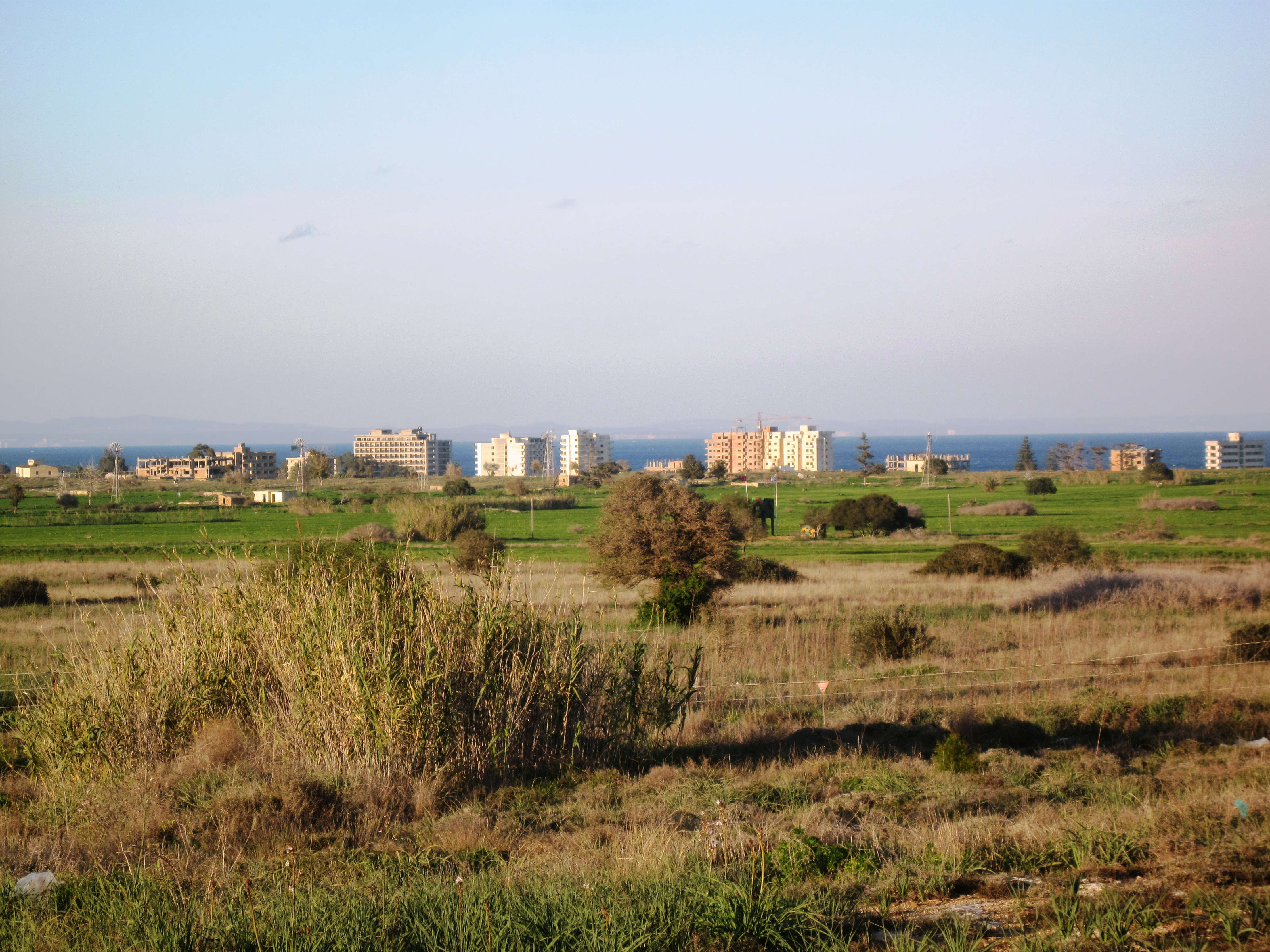
De tomma hotellen i Varosha
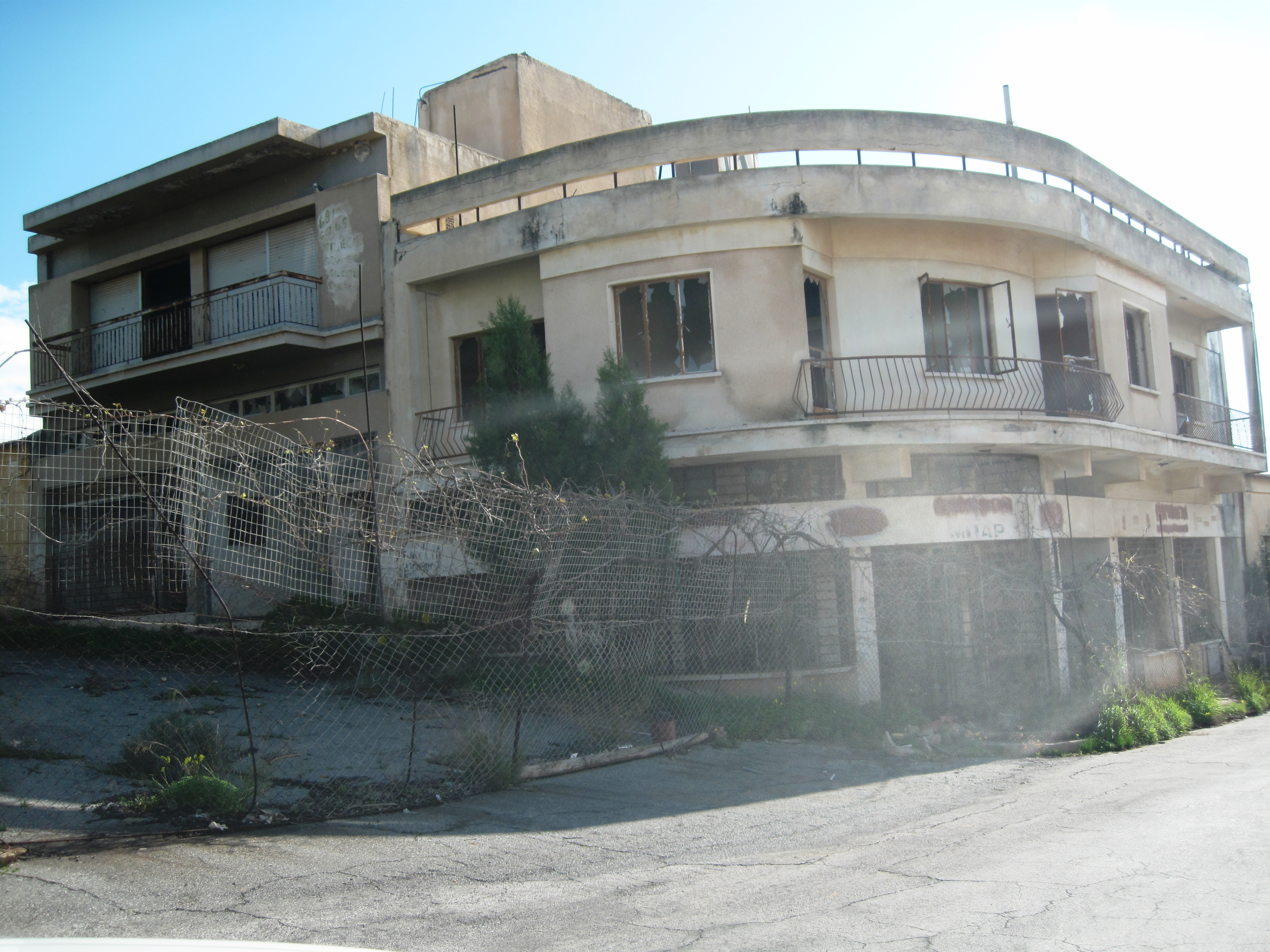
Tomma butiker i Varosha
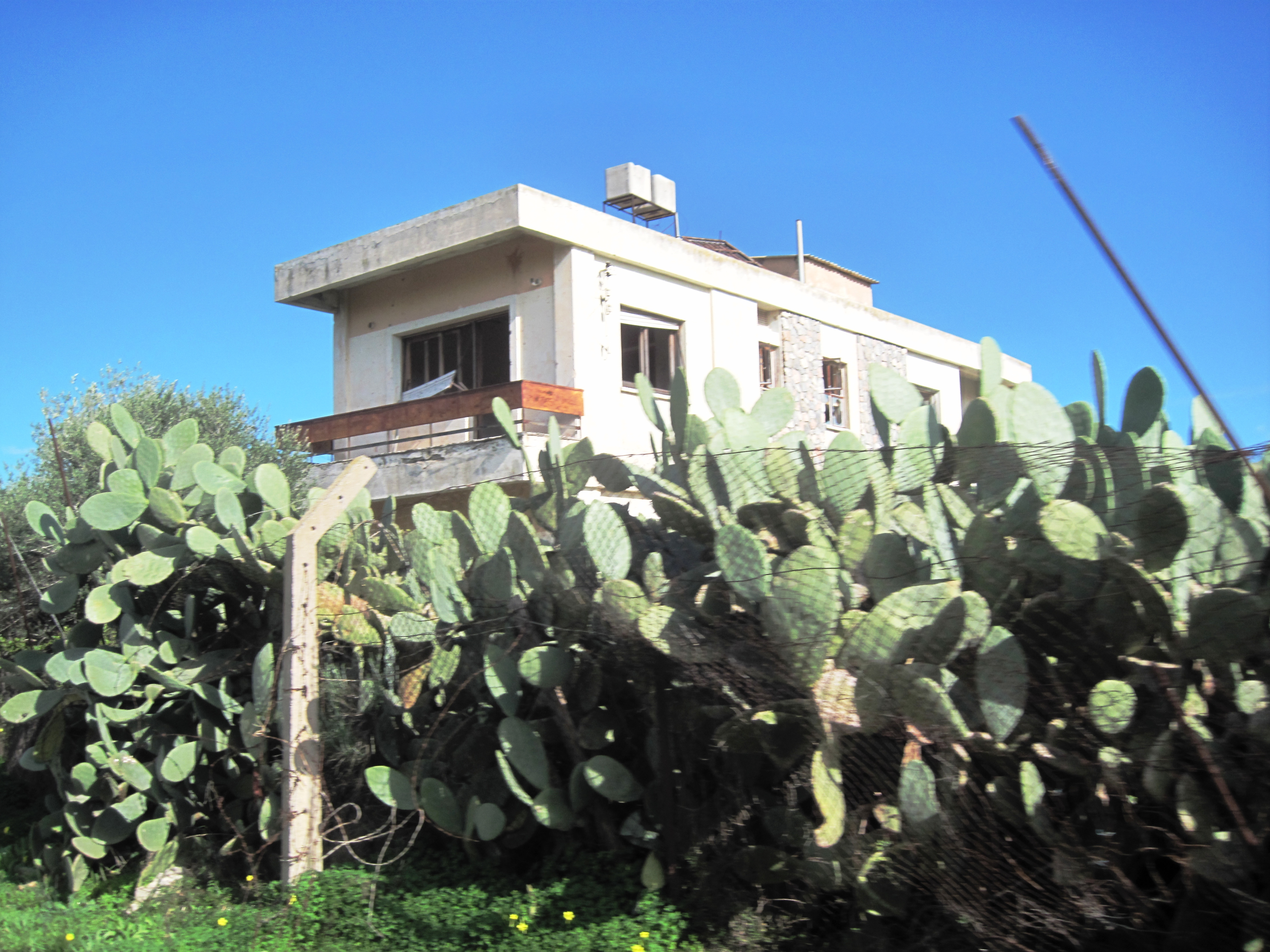
Tomma hus i Varosha
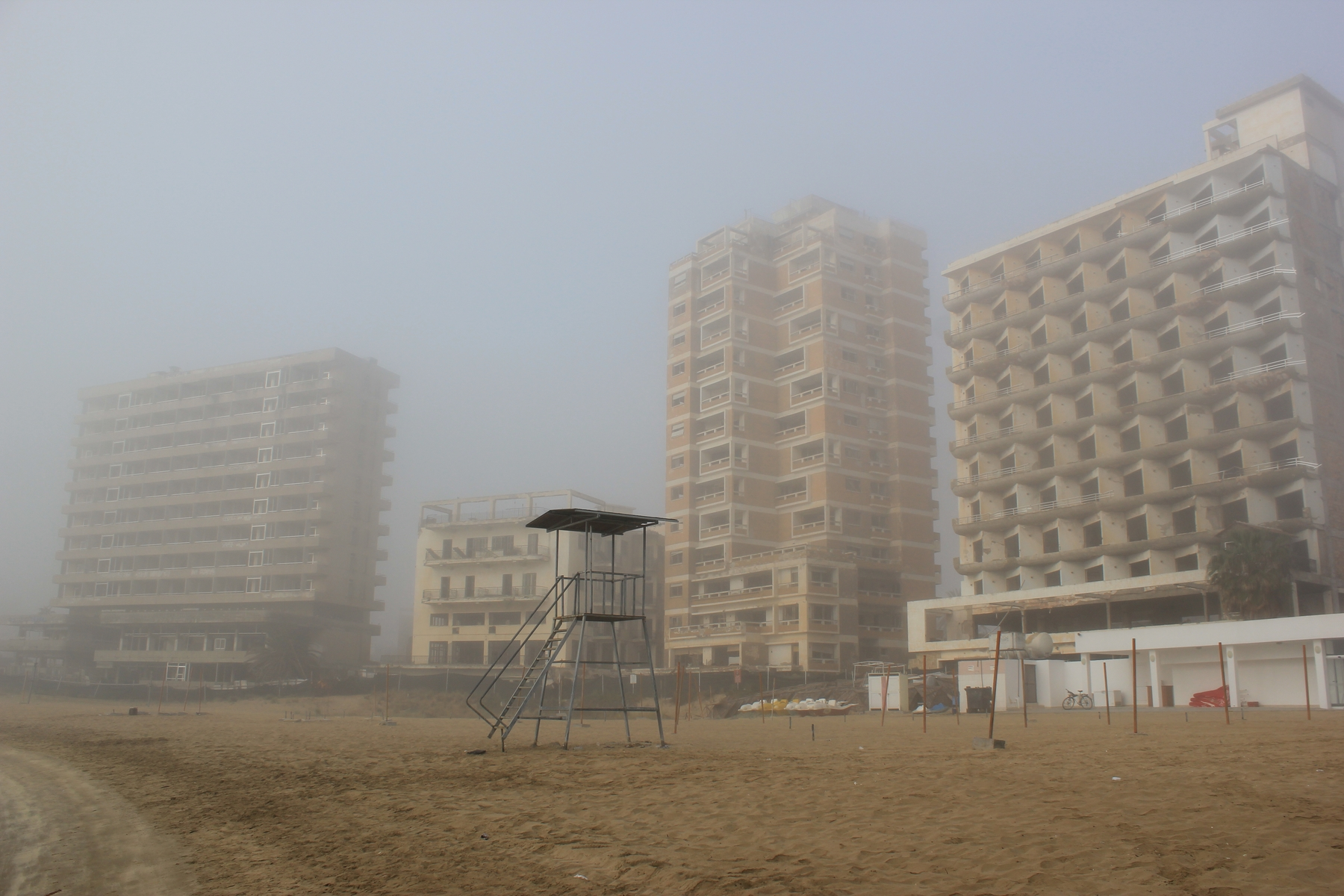
Övergivna hotell på stranden (2016)
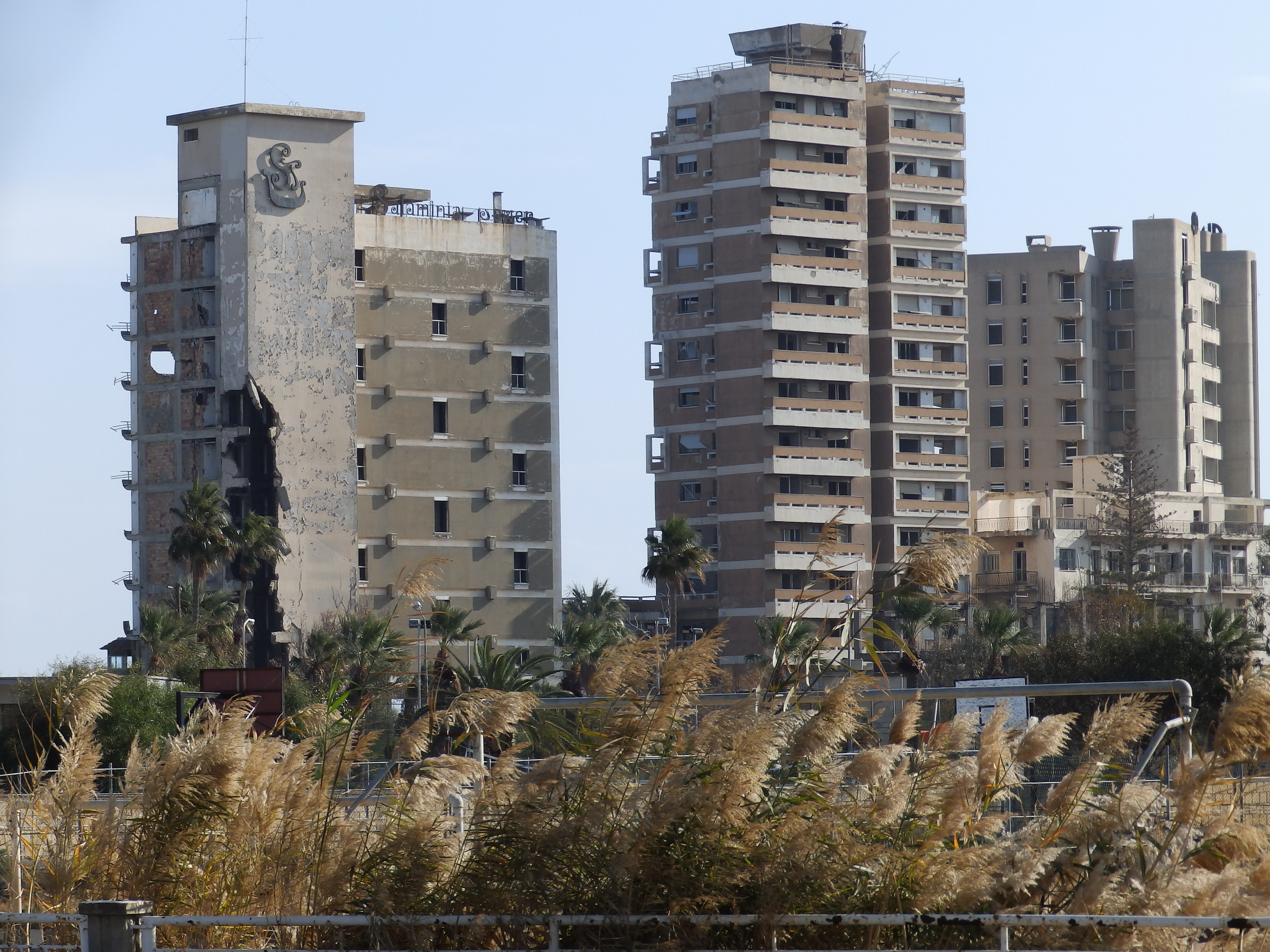
Övergivna hotell (2013)
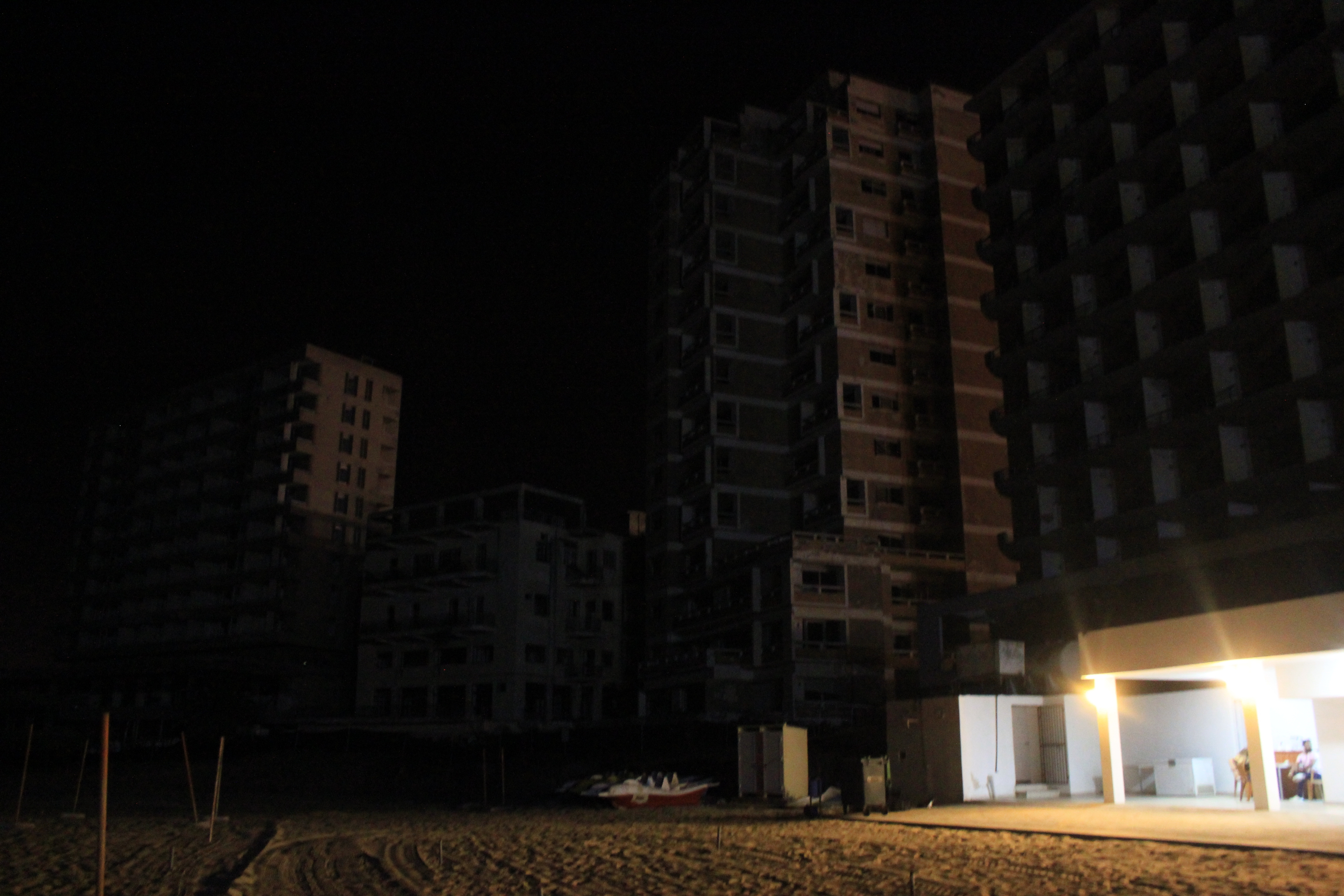
Strandfest på natten (2016)
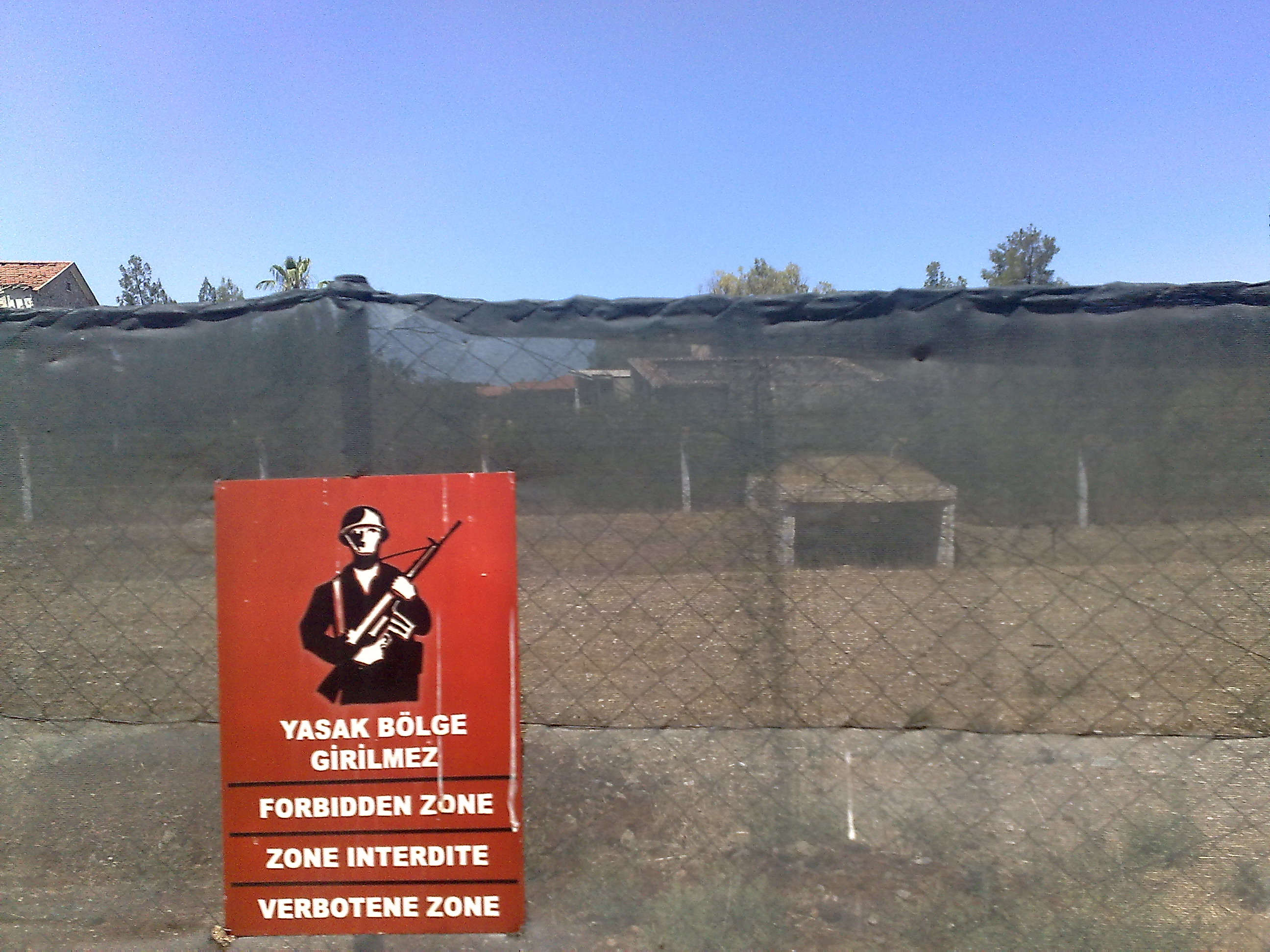
Varoșa (turkiska: Maraș) under blockad